# Поручейница водяная
Поручейница водяная, или Поручейница водная (лат. Catabrosa aquatica), — вид травянистых растений рода Поручейница (Catabrosa) семейства Злаки (Poaceae).

## Ботаническое описание

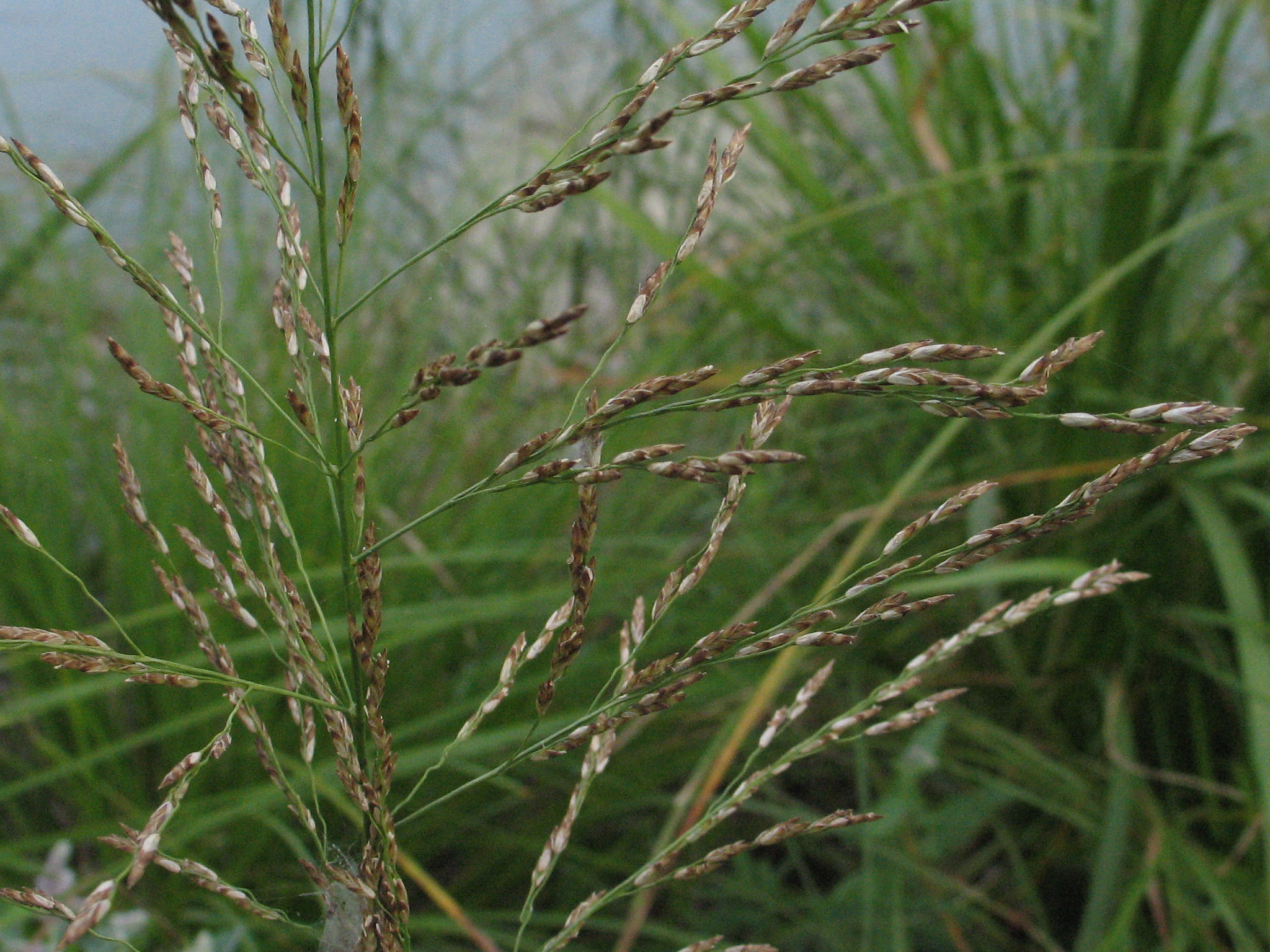
Соцветие

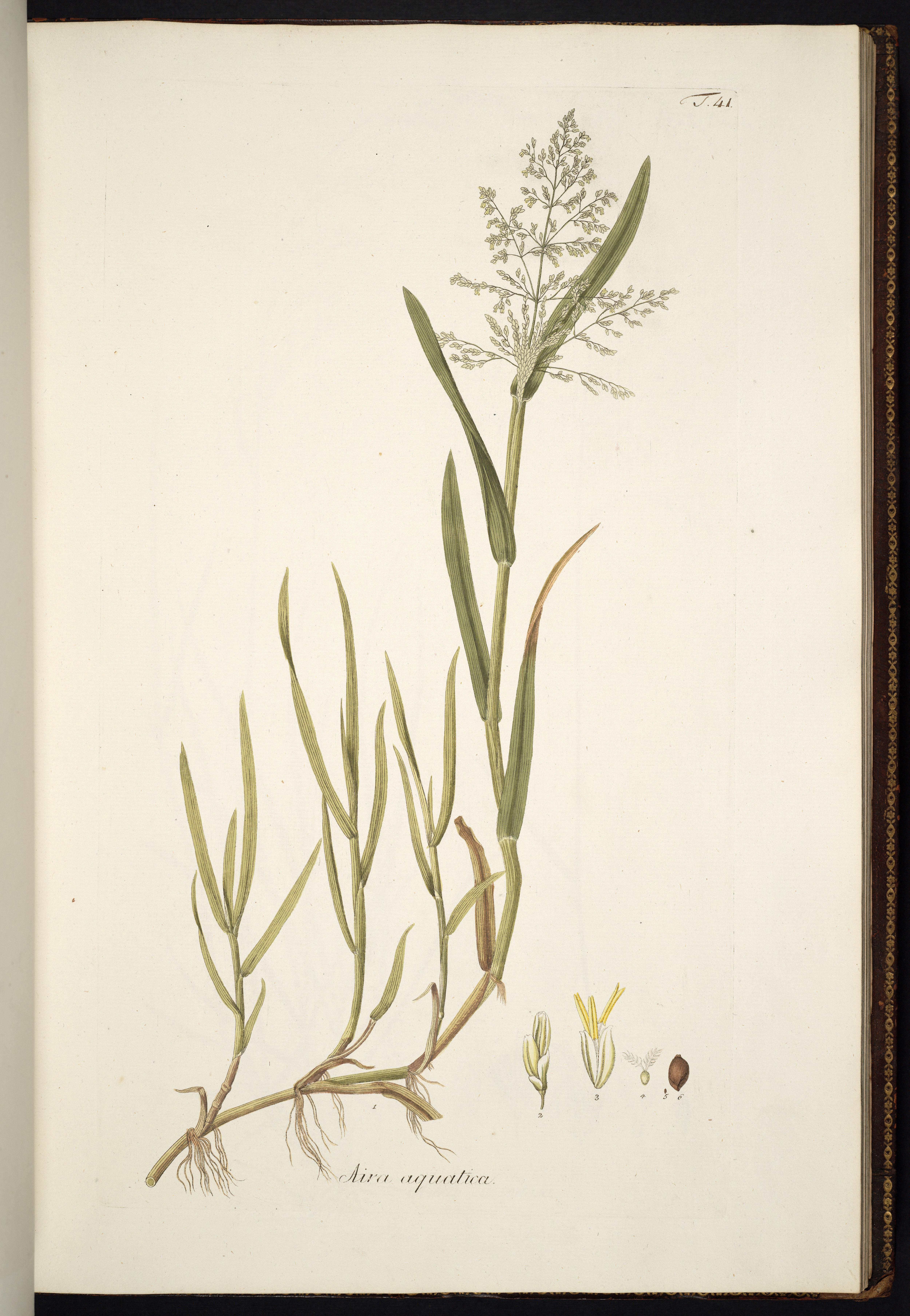

Многолетние травянистые растения. Корневище шнуровидное, длинное и ползучее, с побегами. Стебли не скученные, при основании восходящие, нередко коленчато-изогнутые и в узлах укореняющиеся, затем прямостоячие, 20—60 см высотой. Листья 3—5, реже до 7 мм шириной, недлинно-заострённые, с расколотыми в своей верхней половине влагалищами. Язычок 3—4 мм длиной, на верхушке закруглённый.
Метёлка 10—20 см длиной и 3—7 мм шириной, раскидистая, с почти горизонтально или впоследствии несколько вниз отклонёнными гладкими ветвями. Колоски 1—3 (по большей части 2)-цветковые, продолговатые, около 3 мм длиной. Нижний цветок в колоске сидячий, верхний — на коротком голом стерженьке (оси колоска). Колосковые чешуйки две, между собой очень неравные, широкие и тупые, с мало заметными лишь при основании жилками, значительно короче прицветных чешуек, обыкновенно покрашенные в фиолетово-лиловый цвет, реже зеленоватые, матовые; из них нижняя широкояйцевидная, тупая, вдвое меньше верхней обратно-округло-яйцевидной, которая 1½—2 мм длиной и 1¼—1½ мм шириной. Прицветные чешуйки между собой одинаковой длины (около 2,5 мм), голые и матовые, коричневые или желтоватые, на кончике беловато-плёнчатые, тупые и зазубренные; из них наружная без ости, на верхушке неясно 3-зубчатая, на спинке закруглённая, с 3 толстыми выдающимися жилками. Цветковые плёнки маленькие, яйцевидные и тупые. Тычинок 3 с линейными пыльниками около 1,5 мм длиной. Зерновка продолговато-овальная, несколько сплюснутая, 2 мм длиной и ¾ мм шириной. 2n=20.

## Распространение и экология
Евразия и Северная Америка. Встречается на болотах, в канавах, по берегам озёр и речек.

## Синонимы
- Aira aquatica L.basionym
- Colpodium aquaticum (L.) Trin.
- Diarrhena aquatica (L.) Raspail
- Festuca airoides Mutel
- Glyceria airoides (Hartm.) Rchb.
- Glyceria aquatica (L.) J.Presl & C.Presl
- Glyceria catabrosa Klett & Richt.
- Glyceria dulcis (Salisb.) Holmb.
- Hydrochloa airoides Hartm.
- Melica aquatica (L.) Loisel.
- Molinia aquatica (L.) Wibel
- Poa airoides Koeler
- Poa dulcis Salisb.

и другие.